# Liste der Landkomture der Ballei Böhmen-Mähren
Folgende Personen waren Landkomture der Deutschordensballei Böhmen-Mähren (Kammerballei Böhmen):
1. Rudiger (1233)
2. Theoderich (1234/36)
3. Andreas (1241)
4. Ludwig (1240–1263)
5. Konrad von Solms (1240–1246)
6. Mutinus (1265)
7. Helivic (1269)
8. Ludwig (1270–1272)
9. Heinrich (1272?)
10. Arnold Kropp (1279)
11. Diethold (1286–1288)
12. Hermann von Schauenburg (1290)
13. Heinrich von Byr (1293)
14. Diethold (1294)
15. Johann von Böhmen (1304)
16. Heinrich von Byr (1305)
17. Petrus (1306)
18. Johann von Waldeser (1306–1308)
19. Berthold von Henneberg (1313)
20. Leo von Tysow (1315–1326)
21. Jeschek (1328–1329)
22. Berengar von Meldingen (1330)
23. Johann von Schauenforst (1332–1334)
24. Friedrich von Salza (1335)
25. Herbert von Machwitz (1337)
26. Otto von Völkermarkt (1337)
27. Leo (1340)
28. Stibor Pflug von Rabenstein (1340–1346)
29. Rudolf von Homburg (1354–1368)
30. Jakob (1361)
31. Ludko von Essen (1368–1371)
32. Albrecht von der Duba (1372–1378)
33. Heinrich gen Knapp (1379)
34. Wolf von Züüllenhart (1379–1382)
35. Johann von Mülheim (1382–1383)
36. Johann von Mühlheim (1385–1393)
37. Albrecht von Duba (1394–1402)